# 小行星9014
小行星9014（英語：9014 Svyatorichter）是一颗围绕太阳公转的小行星。1985年10月22日，柳德米拉·瓦斯列娜·朱然勒娃在纳昂切尼奇发现了此天体。
这颗小行星的绝对星等为341.17171等。